# Tân An Hội, Thành phố Hồ Chí Minh
Tân An Hội là một xã thuộc Thành phố Hồ Chí Minh, Việt Nam.
Xã Tân An Hội có diện tích 30,24 km², dân số năm 2021 là 35.327 người,  mật độ dân số đạt 1.168 người/km².